# Humphrey Stanley
Sir Humphrey Stanley of Pipe († 1505) war ein englischer Ritter.

## Leben
Sir Humphrey war ein Sohn von Sir John Stanley und Elizabeth.
Er besaß verschiedene Häuser und Ländereien in Staffordshire, wie zum Beispiel Clifton Campville, Pipe und Aston. Humphrey Stanley wird als heißblütig beschrieben, ein Mann, der öfter in Ärger und Schwierigkeiten gerät.
In den 1490er Jahren wurde er sogar des Mordes an William Chetwynd beschuldigt, der wie er bei Hofe diente. Sir Humphrey soll Chetwynd unter einem Vorwand morgens um 5 Uhr zu einem Treffen in einen nahe gelegenen Wald gelockt haben. Dort warteten zwanzig, teils bewaffnete Männer, die Chetwnyd ermordeten. Sir Humphrey selbst, angeblich auf der Jagd, traf kurz darauf am Tatort ein. Die Anschuldigung und die Petition der Witwe bei Hofe wurde aber nicht ernsthaft behandelt und nie Anklage gegen Sir Humphrey erhoben.
Sir Humphrey war in den Jahren 1481, 1485 und 1493 Sheriff of Staffordshire und wurde 1480–83 als Justice of Peace in Staffordshire mit Ordnungsaufgaben betraut.
Er kämpfte während der Rosenkriege am 22. August 1485 für Henry Tudor, dem späteren Heinrich VII., bei der Schlacht von Bosworth und am 16. Juni 1487 bei der Schlacht von Stoke.
Humphrey Stanley erhielt in Bosworth den Ritterschlag als Knight Bachelor und wurde nach der Schlacht von Stoke zum Knight Banneret erhoben.
Stanley war Knight of the Kings Body und errang für Heinrich VII. einen Sieg gegen James Tuchet, 7. Baron Audley, bei der Schlacht von Deptford Bridge 1497.
Sir Humphrey starb 1505 und hat seine letzte Ruhestätte in der St. Nicholas Chapel in der Westminster Abbey.

## Ehe und Nachkommen
Sir Humphrey war mit Ellen, Tochter des Sir James Ley verheiratet. Er hinterließ mindestens zwei Kinder:
- John
- Alice

Wahrscheinlich hatte das Paar noch weitere Nachkommen.